# Chapelle Saint-Sauveur de Tende
La Chapelle St. Sauveur, située sur les hauteurs de Tende, est une chapelle du XIIIe siècle qui présente des fresques murales du XIVe siècle.

## Histoire
La chapelle est classée au titre des monuments historiques depuis le 26 mai 2000.

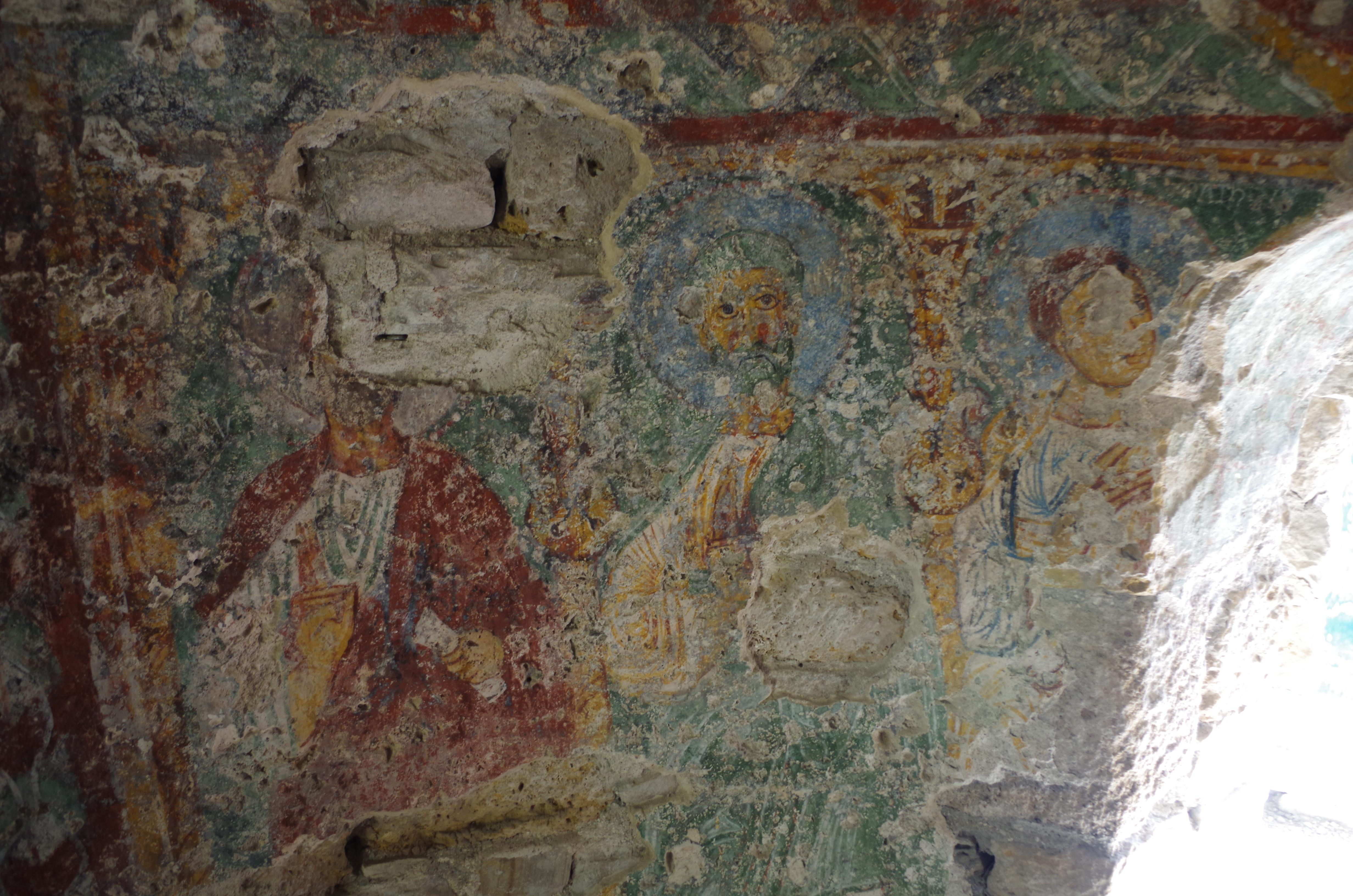
Détail du décor peint à l'intérieur de la chapelle Saint-Sauveur de Tende
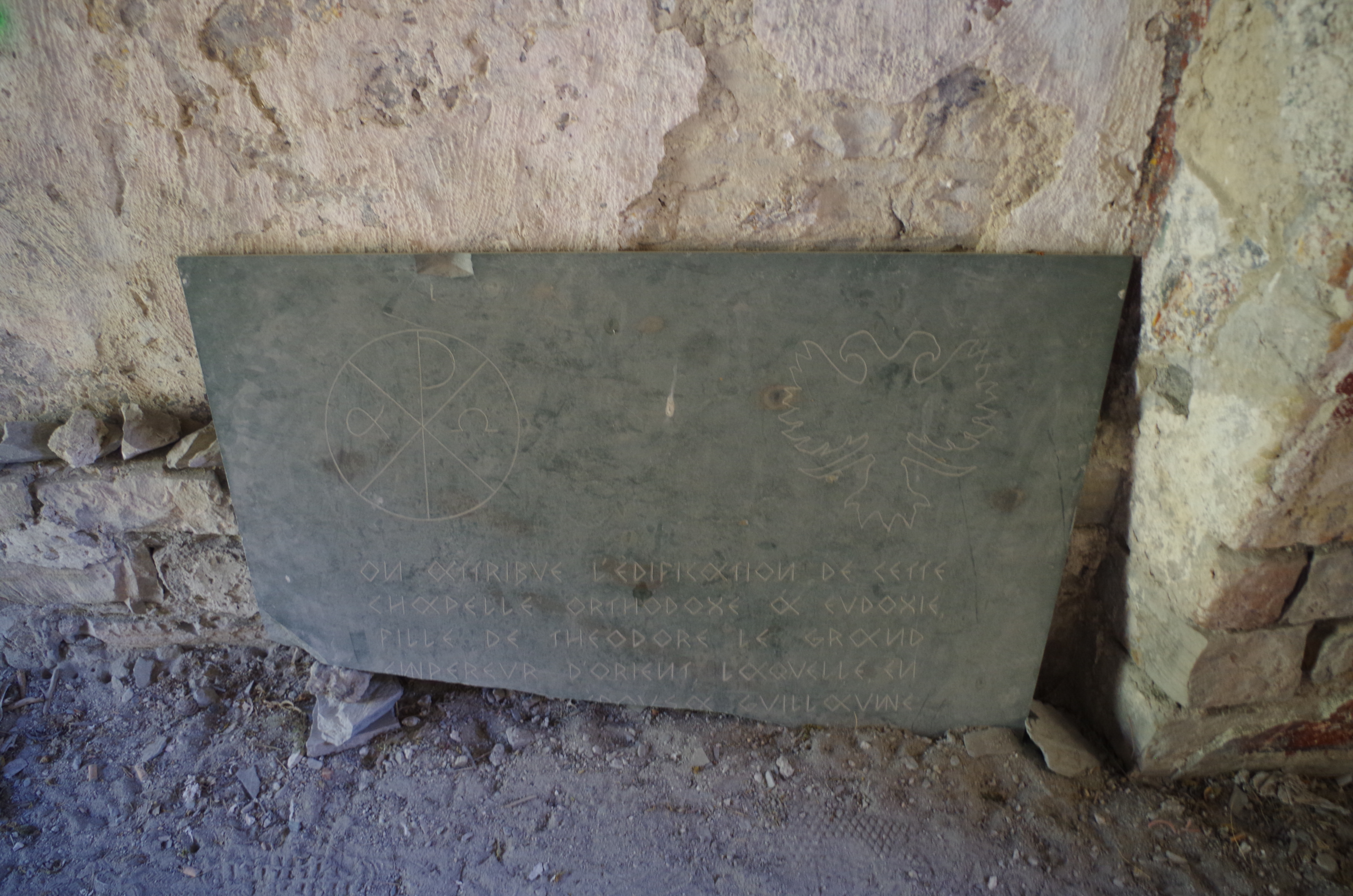
Plaque rappelant l'attribution de la construction de la chapelle Saint-Sauveur de Tende à Euxodie Lascaris
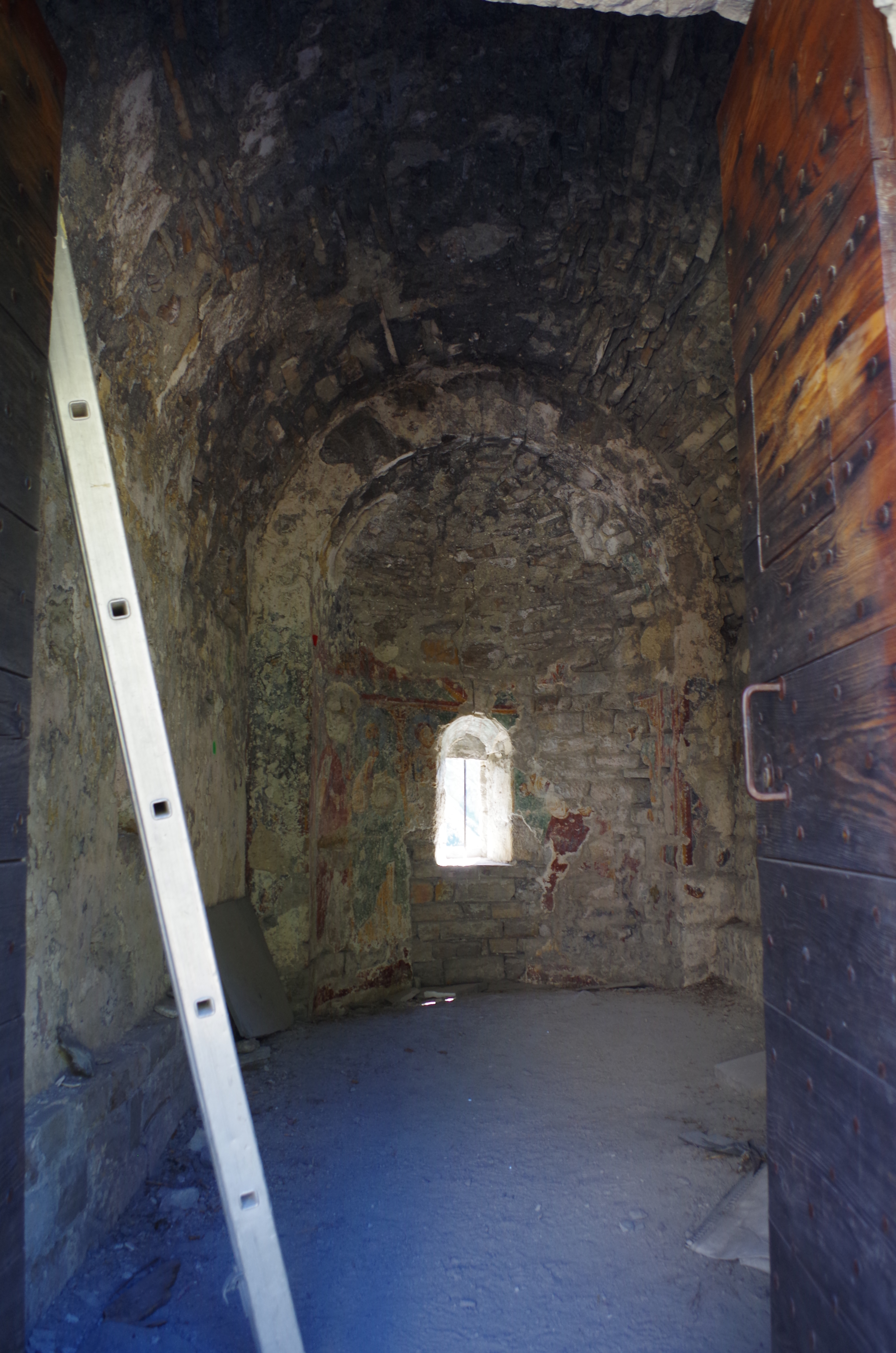
Intérieur de la chapelle Saint-Sauveur de Tende